# Sue (Or in a Season of Crime)
«Sue (Or in a Season of Crime)» es una canción del músico británico David Bowie. Fue publicada como primer sencillo del álbum recopilatorio Nothing Has Changed. La canción fue estrenada el 12 de octubre de 2014 en el programa BBC Radio 6 Music, presentado por Guy Garvey, y fue grabada con la Maria Schneider Orchestra. Sendas versiones regrabadas de «Sue (Or in a Season of Crime)» y su cara B, «'Tis a Pity She Was a Whore», fueron publicadas un año después en el álbum Blackstar. 

## Publicación
«Sue (Or in a Season of Crime)» fue publicado en formato de 10" y como descarga digital el 17 de noviembre de 2014 en el Reino Unido y el 28 de noviembre en los Estados Unidos.

## Videoclip
Bowie grabó un videoclip para promocionar la canción, estrenado en noviembre de 2014. Dirigido por Tom Hingston y Kimmy King, fue rodado en el Metro de Nueva York e incluyó la letra de la canción proyectada en un muro.

## Lista de canciones
- Parlophone — 10RDB2014[7]

| Cara A |                                 |          |  |
| N.º    | Título                          | Duración |  |
| 1.     | «Sue (Or in a Season of Crime)» | 7:24     |  |

| Cara B |                                              |          |  |
| N.º    | Título                                       | Duración |  |
| 1.     | «'Tis a Pity She Was a Whore»                | 5:27     |  |
| 2.     | «Sue (Or in a Season of Crime)» (Radio edit) | 4:01     |  |

## Personal
- David Bowie: voz.

Maria Schneider Orchestra:
- Maria Schneider: orquestación.
- Donny McCaslin: saxofón tenor.
- Ryan Keberle: trombón.
- Jesse Han: flauta, flauta alto.
- David Pietro: flauta alto, clarinete, saxofón soprano.
- Rich Perry: saxofón tenor.
- Donny McCaslin: saxofón soprano y tenor.
- Scott Robinson: clarinete, clarinete bajo, clarinete contrabajo.
- Tony Kadleck: trompeta, fliscorno.
- Greg Gisbert: trompeta, fliscorno.
- Augie Haas: trompeta, fliscorno.
- Mike Rodriguez: trompeta, fliscorno.
- Keith O'Quinn: trombón.
- Ryan Keberle: trombón.
- Marshall Gilkes: trombón.
- George Flynn: trombón bajo, trombón contrabajo.
- Ben Monder: guitarra.
- Frank Kimbrough: piano.
- Jay Anderson: bajo.
- Mark Guiliana: batería.

## Posición en listas
| Lista (2014)                   | Posición |
| ------------------------------ | -------- |
| Francia (SNEP)                 | 52       |
| Reino Unido (UK Singles Chart) | 81       |